# 羽島市立羽島中学校
羽島市立羽島中学校（はしましりつ はしまちゅうがっこう）は、岐阜県羽島市の北部にある公立中学校。

## 沿革
羽島中学校は、1951年に3つの中学校（正木中・足近中・小熊中）を統合して開校した中学校である。
- 1947年（昭和22年）4月 -
  - 羽島郡正木村と足近村で学校組合を設立。組合立美乃路中学校が開校。
  - 小熊村に小熊村立小熊中学校が開校。
- 1948年（昭和23年）4月 - 正木村と足近村の学校組合が解散。組合立美乃路中学校は廃止され、正木村立正木中学校、足近村立足近中学校に分立する。
- 1951年（昭和26年）4月 - 正木村、足近村、小熊村で組合を設立。正木村立正木中学校、足近村立足近中学校、小熊村立小熊中学校を統合し、組合立羽島中学校が開校。
- 1954年（昭和29年）4月1日 - 羽島郡正木村、足近村、小熊村、竹ヶ鼻町、上中島村、下中島村、江吉良村、堀津村、福寿村及び桑原村が合併し、羽島市が発足。同時に羽島市立羽島中学校に改称する。
- 1963年（昭和38年）8月 - プールが完成。
- 1970年（昭和45年） - 新校舎（鉄筋コンクリート造）が完成。
- 1971年（昭和46年） - 校舎を増築する。
- 1976年（昭和51年） - 校舎を増築する。
- 1977年（昭和52年） - 校舎を増築する。
- 1980年（昭和55年） - 校舎を増築する。
- 1984年（昭和59年） - 体育館が完成する。
- 1996年（平成8年） - 武道館が完成する。
- 2017年（平成29年） - 体育館を改築する。
- 2019年（令和元年） - スロープを設置する。

## 所在地
- 岐阜県羽島市足近町7丁目455番地

## 進学前小学校[1]
- 足近小学校
- 小熊小学校
- 正木小学校

## 部活動
- 軟式野球部（男子）
- サッカー部
- 陸上競技部
- 駅伝部
- ハンドボール部
- バレーボール部
- バスケットボール部
- ソフトテニス部
- ソフトボール部（女子）
- 水泳部
- 卓球部
- 柔道部
- 剣道部
- 合唱部
- 美術部
- コンピュータ部
- 英会話部

## 出身有名人
- 美濃輪育久（プロレスラー）
- 田中伶奈（柔道選手）

志知孝明　(プロサッカー選手)

## 交通機関
- 名古屋鉄道竹鼻線 須賀駅より徒歩3分